# Ањелина
Ањелина (итал. Agnellina) насеље је у Италији у округу Мантова, региону Ломбардија.
Према процени из 2011. у насељу је живело 18 становника. Насеље се налази на надморској висини од 9 м.